# 第十東予丸沈没事故
第十東予丸沈没事故（だいじゅうとうよまるちんぼつじこ）は、1945年11月6日に発生した愛媛県史最大の海難事故である。多くの復員軍人が乗船していたが、乗客名簿が無かったため正確な遭難者数は定かでない。

## 事故の概要
1945年11月6日9時30分頃、尾道港発今治港行き瀬戸内海汽船所有の尾道・今治連絡船「第十東予丸」（162トン）が、越智郡伯方町（現今治市）大字木ノ浦六つ瀬磯の約2キロの沖合いの海域で突風のため転覆、沈没した。
付近で操業中の漁船数隻や前方を航行中の愛媛汽船所有の旅客船「鷹島丸」、伯方消防団の救助船、警察船「あさぎり丸」などが出動したが強風と激しい潮流のため救助活動は難航した。伯方町では、役場内に救護本部を設置して生存者の救護および収容を行い、衣類の提供、非常炊出し等、町を挙げての手厚い救護活動を行った。また、町内の砂浜は簡易の遺体安置所となっていた。
第十東予丸は乗客定員210人であったが、済州島からの復員軍人約400人に加えて、一般客約180人が乗船していた。第二次世界大戦が終わった直後の混乱期で定員の約3倍の乗客と荷物を載せて航行していたために復元力を失った。
乗客名簿が無かったため正確な遭難者数は定かでないが、乗員乗客約600人のうち450人余が死亡または行方不明になったとされる。なお、第十東予丸の慰霊祭の報道では死者・行方不明者数について415人としている。
この12年後の1957年には、芸予諸島で第五北川丸沈没事故が発生し、その他にも瀬戸内海各地で旅客船の遭難が相次ぎ、本州四国連絡橋架橋運動が盛り上がることになった。芸予諸島を通るルート（後のしまなみ海道）は架橋効果が比較的乏しく、立場的に弱い存在であったものの、芸予諸島や四国の住民にとって架橋は不可欠であるとして架橋運動が盛り上がり、建設コストや技術的障壁が低いことや、地元選出の越智伊平衆議院議員の尽力もあって1999年5月1日の架橋に至った。来島海峡SAに越智自筆の碑が建立されている。

## 慰霊祭・慰霊塔・禅興寺
今治市伯方町木浦 曹洞宗禅興寺の裏山墓所に事故の遺族によって慰霊塔が建立されている。また、禅興寺本堂に合同位牌をお祀りしている。事故後70年以上経過しているが、毎年11月に禅興寺にて遺族・親族や、地元関係者が参列し慰霊祭が行われている（2025年は11月3日予定）。
木浦の六ッ瀬磯には事故海域に向かって慰霊地蔵が建てられている。
禅興寺には、犠牲者名簿が引き継がれ、現在でも、加筆・訂正が続いている。

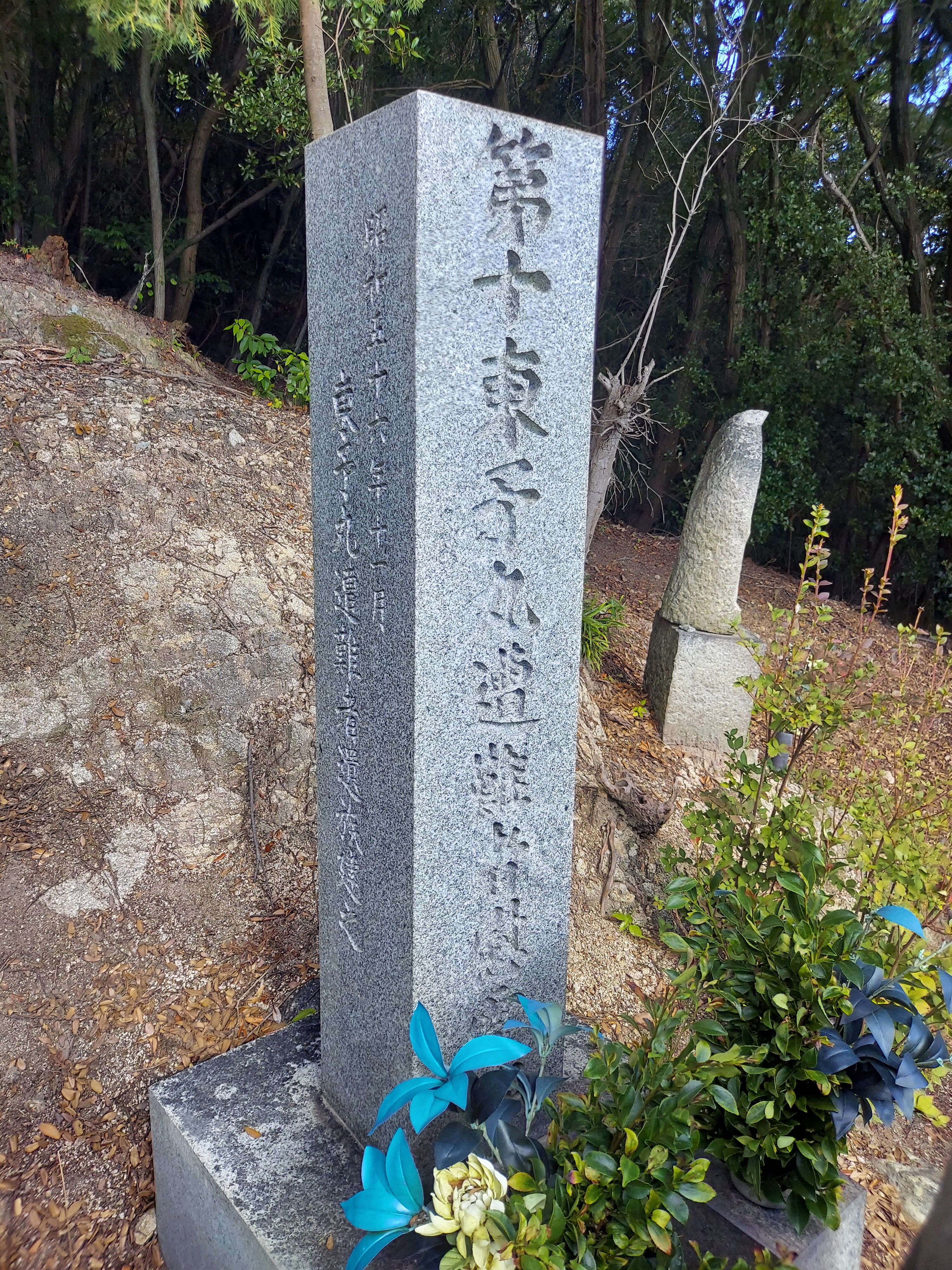
禅興寺裏山墓所にある遺族が建立した慰霊塔

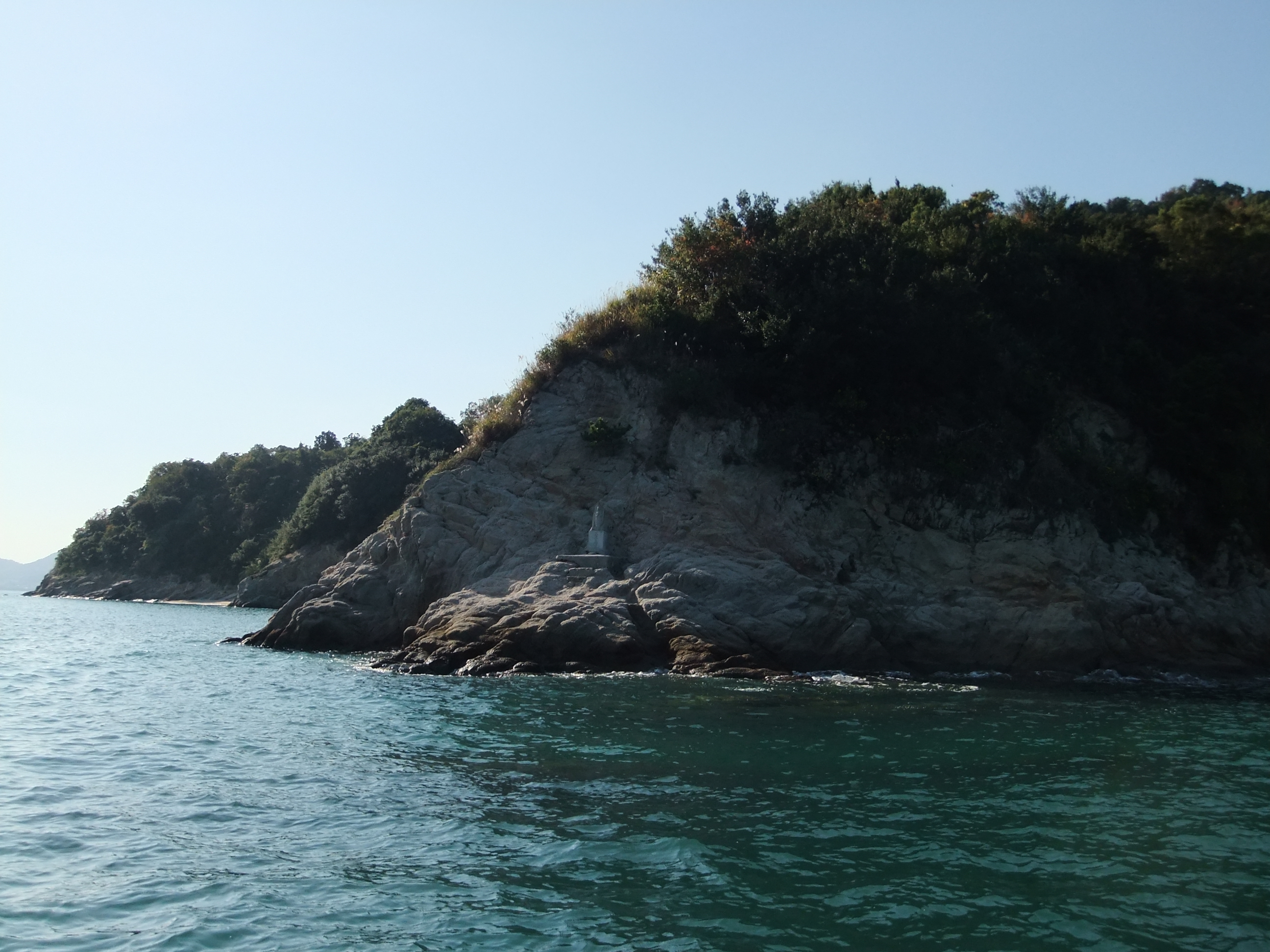
六ツ瀬磯の中ほどに慰霊地蔵が見える

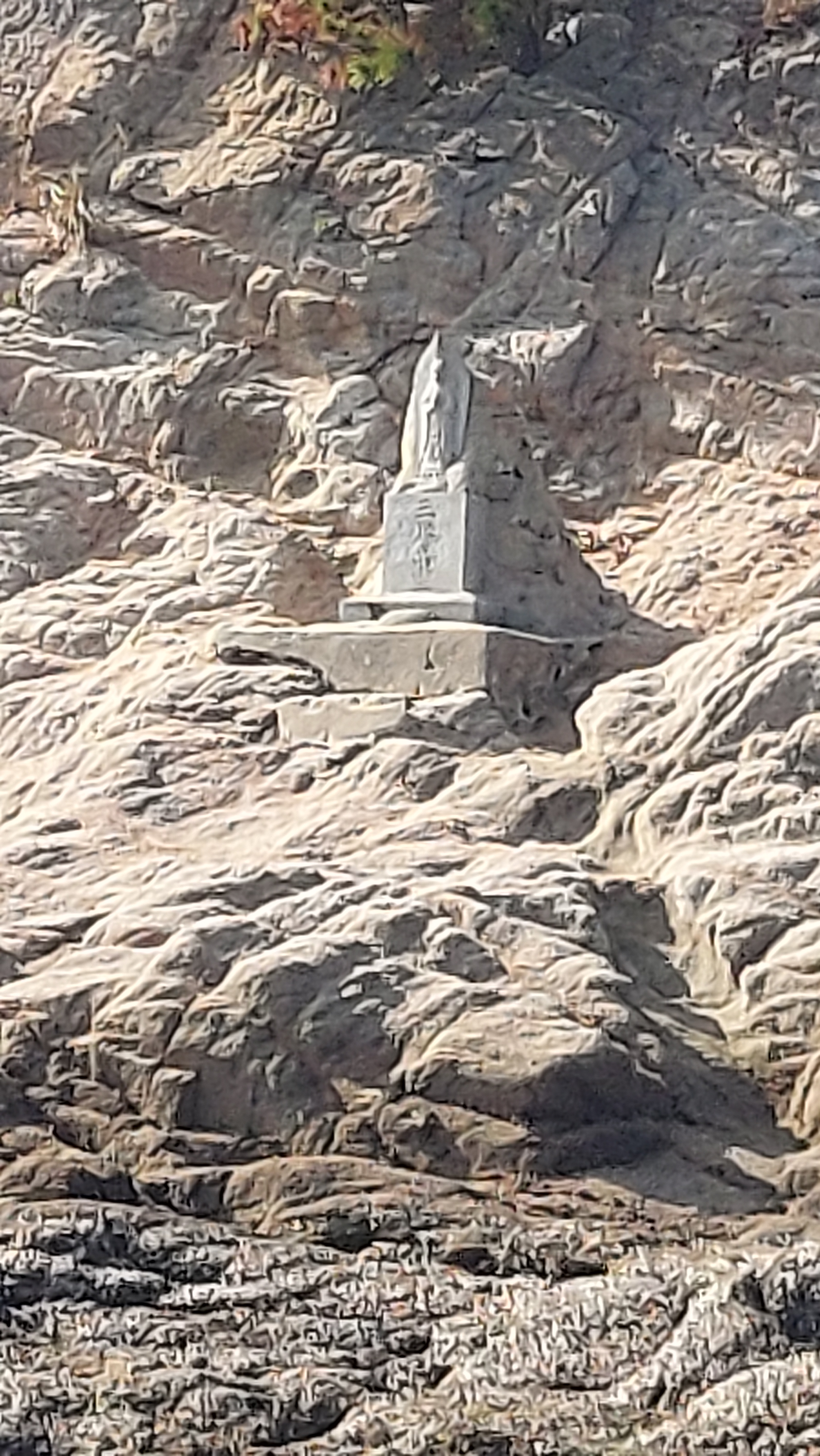
波打ち際に慰霊地蔵が建ち、事故海域を望む